# Galphimia
Galphimia é um género botânico pertencente à família Malpighiaceae.

## Espécies
- Galphimia amambayensis C.E.Anderson
- Galphimia angustifolia Benth.
- Galphimia arenicola C. E. Anderson
- Galphimia australis Chodat
- Galphimia brasiliensis (L.) Adr.Juss.
- Galphimia calliantha C. E. Anderson
- Galphimia elegans Baill.
- Galphimia floribunda C. E. Anderson
- Galphimia glandulosa Cav.
- Galphimia glauca Cav.
- Galphimia gracilis Bartl.
- Galphimia grandiflora Bartl.
- Galphimia hirsuta Cav.
- Galphimia langlassei (S.F.Blake) C. E. Anderson
- Galphimia mexiae C. E. Anderson
- Galphimia mirandae C. E. Anderson
- Galphimia montana (Rose) Nied.
- Galphimia multicaulis Adr. Juss.
- Galphimia oaxacana C. E. Anderson
- Galphimia paniculata Bartl.
- Galphimia platyphylla Chodat
- Galphimia radialis C. E. Anderson
- Galphimia sessilifolia Rose
- Galphimia speciosa C. E. Anderson
- Galphimia tuberculata (Rose) Nied.
- Galphimia vestita S.Watson